# Winneconne (village du Wisconsin)
Pour la ville, voir Winneconne
Winneconne est un village du comté de Winnebago, dans l'État du Wisconsin. Il constitue une enclave au sein de la ville de Winneconne.

## Géographie
Le village se situe sur les rives de la Wolf, le long des lacs Poygan, Winneconne et Butte des Morts.

## Histoire
La colonisation européenne de Winneconne commence avec des Yankees, des Norvégiens, des Allemands et des Irlandais. Au départ, le village s'appelle Winneconnah, Winnekonah, Wau-nau-ko ou Winnikning. La toponymie est d'origine amérindienne et signifie « lieu du crâne ». Le village prend officiellement le nom de Winneconne en 1851.
Après le traité du lac Pogyan, Winneconne s'étend à l'ouest de la Wolf. Un pont devient nécessaire. En 1853, J. D. Rush construit un pont flottant et met en place un péage. Depuis, quatre ponts ont été bâtis.
En 1967, à la suite de l'omission du nom du village de la carte officielle des routes du Wisconsin, un comité secret élabore un plan de sécession du Wisconsin, met en place des postes de péage sur les routes locales, commence l'annexion des collectivités voisines (en premier, Oshkosh) afin de former un État Souverain de Winneconne et déclarer la guerre aux États-Unis. Un plan alternatif prévoit la revendication d'une annexion par un État avec un meilleur climat. La proclamation de la sécession a lieu le 21 juillet 1967. James Coughlin est nommé président du nouvel État, Vera Kitchen Premier ministre. Le gouverneur Warren P. Knowles demande des négociations. La sécession cesse le lendemain midi. Chaque année, une fête célèbre la sécession.